# 삼부 야타바레
삼부 야타바레(프랑스어: Sambou Yatabaré, 1989년 3월 2일 ~ )는 말리의 축구 선수이다. 현재 소속팀은 FC 소쇼-몽벨리아르이며, 주로 오른쪽 윙어와 중앙 미드필더 포지션에서 활약한다. 프랑스 국적도 가지고 있다. 그의 형인 무스타파 야타바레 역시 축구선수이며 현재 시바스스포르와 말리 대표팀에서 활약하고 있다.

## 클럽 경력
야타바레는 그의 고향 클럽인 AS 보베 우아즈의 유스팀에서 선수 생활을 시작했다. 이후 2007년 열린 SM 캉으로 소속을 옮겨 유스팀에서 활약하다 2009년 3월 21일 릴 OSC와의 경기에서 리그 앙에서의 첫번째 경기이자 프로 데뷔 경기를 치렀다.

 이후 AS 모나코와 SC 바스티아를 거쳐 2013년 여름 올림피아코스로 이적했고, 별다른 활약을 보이지 못한채 그의 친정팀이었던 SC 바스티아를 비롯해. EA 갱강, 스탕다르 리에주등으로 임대를 떠나 활약했다. 그러다 2016년 겨울 베르더 브레멘으로 이적했고, 이적 직전 벨기에 주필러 리그의 스탕다르 리에주 소속으로 있을 때 받았던 3경기 출장 정지 처분이 분데스리가에서도 그대로 적용되었고 22라운드 FC 잉골슈타트 04전에서 분데스리가 데뷔 경기를 치렀다.

## 국가대표 경력
야타바레는 2008년 11월 18일 알제리와의 경기에서 말리 대표팀 데뷔 경기를 치렀다.